# Sant Pèire jos la Ròcha
Saint-Pierre-du-Champ és un municipi francès situat al departament de l'Alt Loira i a la regió d'Alvèrnia-Roine-Alps. L'any 2007 tenia 502 habitants.

## Demografia

### Població
El 2007 la població de fet de Saint-Pierre-du-Champ era de 502 persones. Hi havia 216 famílies de les quals 68 eren unipersonals (20 homes vivint sols i 48 dones vivint soles), 76 parelles sense fills, 64 parelles amb fills i 8 famílies monoparentals amb fills.
La població ha evolucionat segons el següent gràfic:
Habitants censats

### Habitatges
El 2007 hi havia 388 habitatges, 221 eren l'habitatge principal de la família, 123 eren segones residències i 43 estaven desocupats. 380 eren cases i 8 eren apartaments. Dels 221 habitatges principals, 199 estaven ocupats pels seus propietaris, 18 estaven llogats i ocupats pels llogaters i 4 estaven cedits a títol gratuït; 1 tenia una cambra, 5 en tenien dues, 29 en tenien tres, 59 en tenien quatre i 127 en tenien cinc o més. 173 habitatges disposaven pel capbaix d'una plaça de pàrquing. A 111 habitatges hi havia un automòbil i a 79 n'hi havia dos o més.

### Piràmide de població
La piràmide de població per edats i sexe el 2009 era:
| Homes | Edats   | Dones |
| ----- | ------- | ----- |
| 0     | 95 o +  | 0     |
| 4     | 90 a 94 | 0     |
| 0     | 85 a 89 | 0     |
| 4     | 80 a 84 | 8     |
| 16    | 75 a 79 | 16    |
| 20    | 70 a 74 | 32    |
| 20    | 65 a 69 | 24    |
| 20    | 60 a 64 | 8     |
| 20    | 55 a 59 | 16    |
| 12    | 50 a 54 | 16    |
| 24    | 45 a 49 | 12    |
| 16    | 40 a 44 | 28    |
| 24    | 35 a 39 | 8     |
| 20    | 30 a 34 | 4     |
| 8     | 25 a 29 | 12    |
| 0     | 20 a 24 | 12    |
| 24    | 15 a 19 | 28    |
| 16    | 10 a 14 | 24    |
| 16    | 5 a 9   | 8     |
| 16    | 0 a 4   | 0     |

## Economia
El 2007 la població en edat de treballar era de 295 persones, 205 eren actives i 90 eren inactives. De les 205 persones actives 193 estaven ocupades (107 homes i 86 dones) i 12 estaven aturades (6 homes i 6 dones). De les 90 persones inactives 46 estaven jubilades, 21 estaven estudiant i 23 estaven classificades com a «altres inactius».

### Ingressos
El 2009 a Saint-Pierre-du-Champ hi havia 224 unitats fiscals que integraven 511,5 persones, la mediana anual d'ingressos fiscals per persona era de 13.493 €.

### Activitats econòmiques
Dels 22 establiments que hi havia el 2007, 1 era d'una empresa alimentària, 3 d'empreses de fabricació d'altres productes industrials, 4 d'empreses de construcció, 4 d'empreses de comerç i reparació d'automòbils, 2 d'empreses d'hostatgeria i restauració, 1 d'una empresa d'informació i comunicació, 1 d'una empresa immobiliària, 4 d'empreses de serveis i 2 d'entitats de l'administració pública.
Dels 5 establiments de servei als particulars que hi havia el 2009, 1 era un paleta, 1 fusteria, 1 lampisteria, 1 restaurant i 1 agència immobiliària.
L'únic establiment comercial que hi havia el 2009 era una fleca.
L'any 2000 a Saint-Pierre-du-Champ hi havia 40 explotacions agrícoles que ocupaven un total de 1.410 hectàrees.

## Equipaments sanitaris i escolars
El 2009 hi havia una escola elemental.

## Poblacions més properes
El següent diagrama mostra les poblacions més properes.